# Большой Блыб
Большой Блыб — река в России, протекает в Карачаево-Черкесии. Левый приток реки Большая Лаба.

## География
Река Большой Блыб берёт начало на склоне хребта Магишо. Течёт на восток. Устье реки находится в 73 км по левому берегу реки Большая Лаба. Длина реки составляет 11 км, площадь водосборного бассейна — 33,9 км².

## Данные водного реестра
По данным государственного водного реестра России относится к Кубанскому бассейновому округу, водохозяйственный участок реки — Лаба от истока до впадения реки Чамлык, речной подбассейн реки — подбассейн отсутствует. Речной бассейн реки — Кубань.
По данным геоинформационной системы водохозяйственного районирования территории РФ, подготовленной Федеральным агентством водных ресурсов:
- Код водного объекта в государственном водном реестре — 06020000712108100003458
- Код по гидрологической изученности (ГИ) — 108100345
- Код бассейна — 06.02.00.007
- Номер тома по ГИ — 08
- Выпуск по ГИ — 1